# Novooleksiïvka (oblast de Kherson)
Novooleksiïvka (ukrainien : Новоолексіївка, russe : Новоалексеевка) est une commune urbaine de l'oblast de Kherson, en Ukraine. Elle compte 10 080 habitants en 2021.

## Géographie
Novooleksiïvka se trouve à 11,5 km au sud-est de Henitchesk, à 92 km au sud-ouest de Melitopol, à 162 km à l'est-sud-est de Kherson, et à 560 km au sud-est de Kiev.

## Histoire
Novooleksiïvka est occupée depuis mars 2022 par les forces armées russes dans le cadre de l'invasion de l'Ukraine par la Russie.

## Patrimonialité

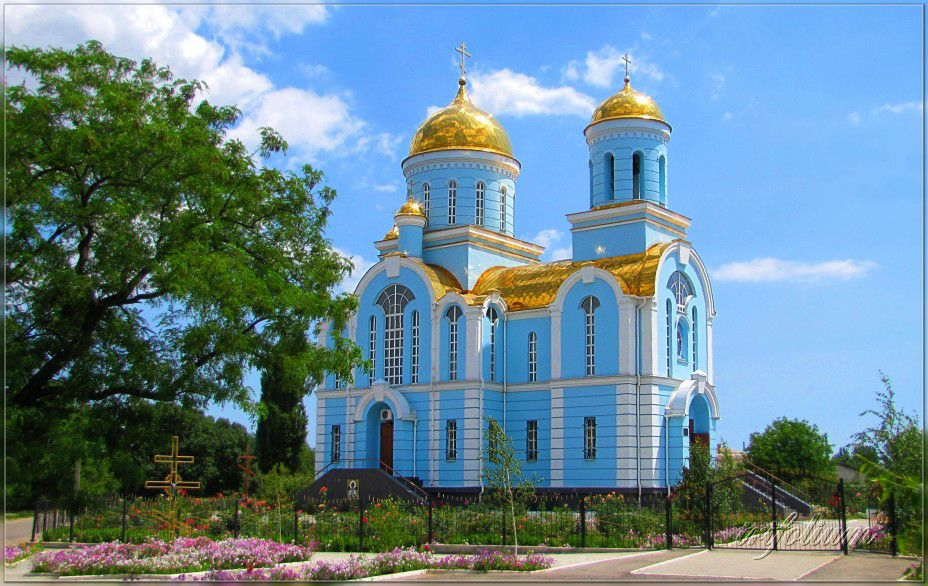
L'église de l'Intercession,
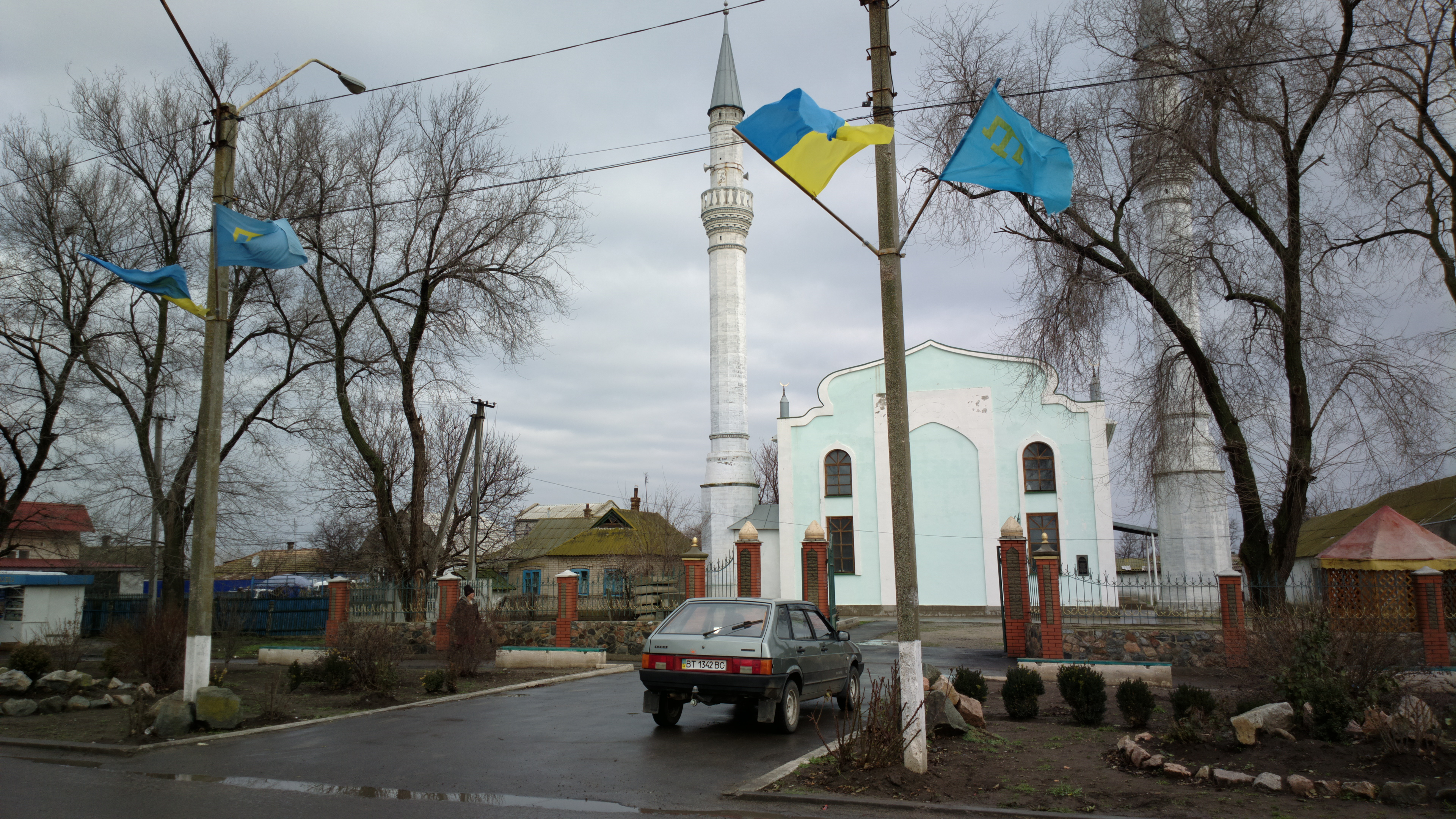
la mosquée,
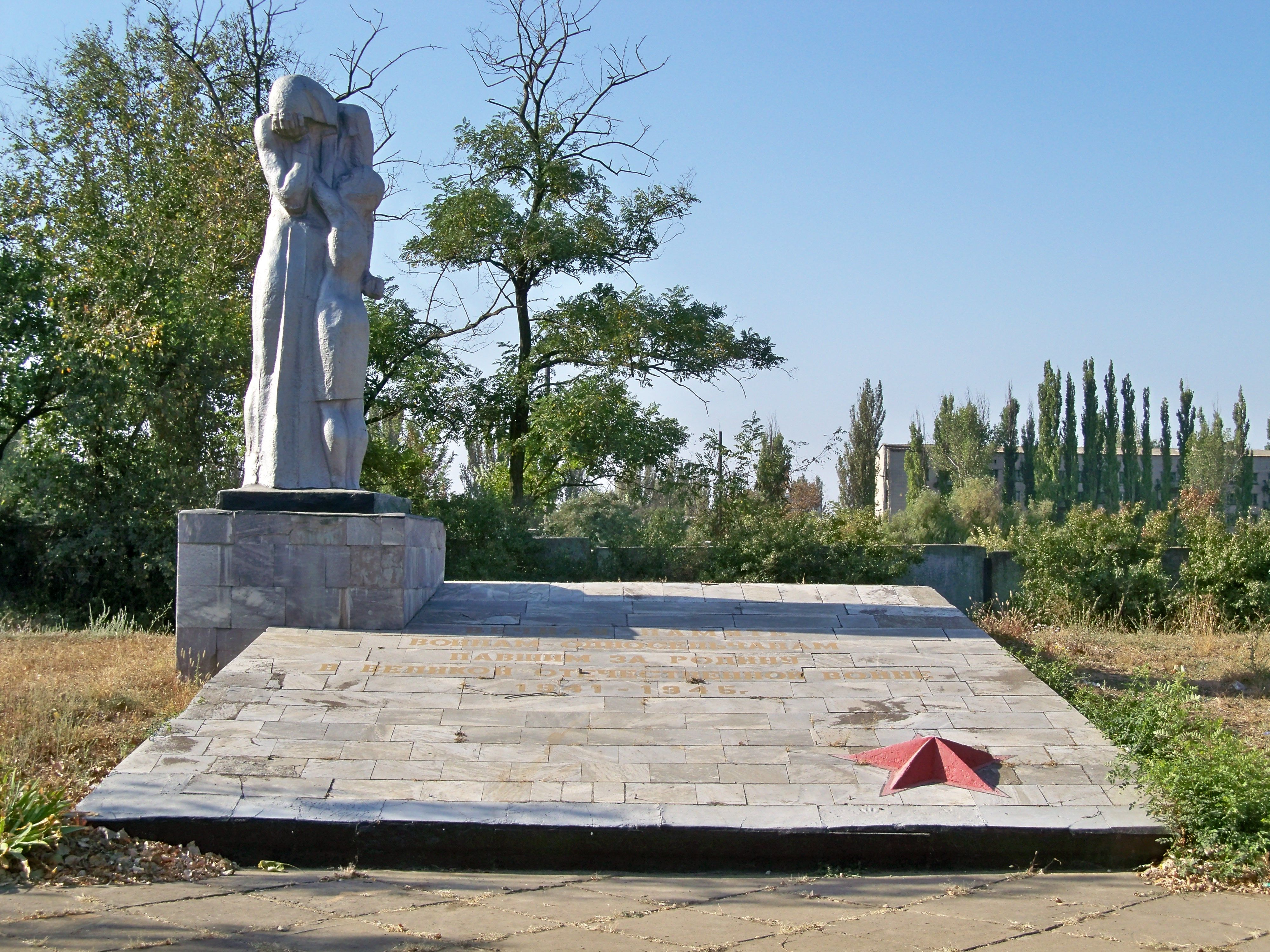
le mémorial de la 2GM.